# Roelof Houwink
Roelof Houwink (Meppel, 1869 - Leiden, 1945), plaatselijk bijgenaamd "Kippen-Roelof", was een landelijk bekende amateur-wetenschapper op het gebied van de erfelijksheidsleer en de pluimveehouderij. Hij werkte als grossier van koloniale waren, als koffiebrander en als secretaris van de Kamer van Koophandel Drenthe.

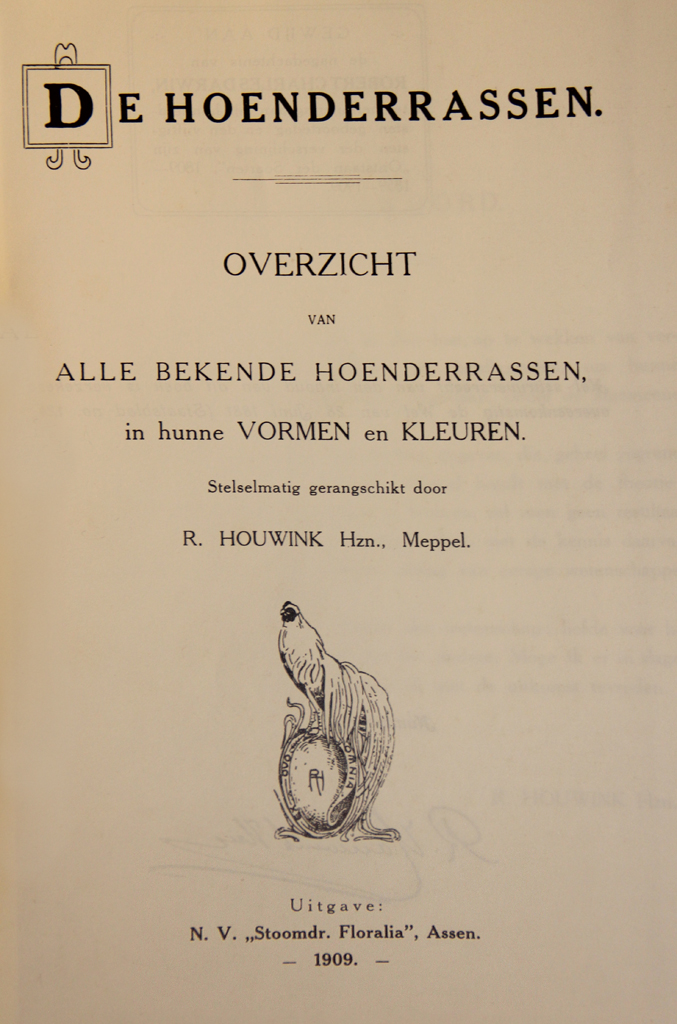
Voorblad van "De hoenderrassen in hunne vormen en kleuren"

## Rol als pluimvee-expert
In de tweede helft van de 19de eeuw werd het fokken van pluimveerassen onder de gegoede burgerij populair. In combinatie met een beginnend nationalisme werd Houwink een enthousiaste hobbyfokker van het Drents hoen, dat tot op dat moment een onbekend landhoen geweest was. Om het uitsterven van de Nederlandse hoenderrassen te voorkomen, werd op zijn initiatief in 1900 de Nederlandsche Hoender Club opgericht, waarvan hij de eerste 25 jaar voorzitter was.

## Houwink en de erfelijkheidsleer
Houwinks fascinatie voor de erfelijkheidsleer verwerkelijkte hij in verschillende kruisingsexperimenten, onder andere met geïmporteerde oerhoenders uit Java, maar ook met kanaries, bijen en verschillende zoogdieren. Hij onderhield intensief contact met de Leidse hoogleraar Hugo de Vries en kreeg voor zijn ontdekkingen de Mendelprijs. Aangezien Houwink de principes van de evolutieleer ook op mensen toepaste, is aan te nemen dat hij met de rassentheorie sympathiseerde. Later werd hij lid van de NSB.

## Relevante publicaties
- Het belangrijkste werk van Houwink, "De hoenderrassen in hunne vormen en kleuren", is tot na de Tweede Wereldoorlog het standaardwerk binnen de Nederlandse rashoenderteelt geweest.[4] In 1983 werd het boek als facsimile opnieuw uitgegeven.
- In het boek "Wat ieder vóór en na het huwelijk moet weten" paste Houwink elementen van de rassenleer toe bij de menselijke voortplanting.[5]